# 狩猟 (カラッチ)
『狩猟』（しゅりょう、仏: La Chasse、英: Hunting）、または『狩猟の場面』（しゅりょうのばめん、英: Hunting Scene）は、イタリアのバロック絵画の巨匠アンニーバレ・カラッチが1595年以前にキャンバス上に油彩で制作した絵画である。1665年に、カミッロ・パンフィーリ王子がルイ14世に贈った。現在、作品はパリのルーヴル美術館に所蔵されている。同じく、ルーヴル美術館に所蔵されている『釣り』は本作と対をなす。

## 歴史
この絵画と対作品の『釣り』は、1683年の画家シャルル・ルブランの目録に含まれていた。これら2作品は、1695年11月にルイ14世の弟の居室に掛けられていた。間違いなく、この用途のために、２作品はそれぞれの場面に合わせた事物の装飾がある、豪華な金鍍金の付いた額縁に入れられていた。それらの額縁は、ルイ14世時代の額縁製造の最良の作例のうちに数えられる。1955年にニスが洗浄された際、本来の金鍍金を覆っていた19世紀の金鍍金が除去されたが、フランスの企業「ル・ブラン」がその大がかりな作業を行った。

## 作品

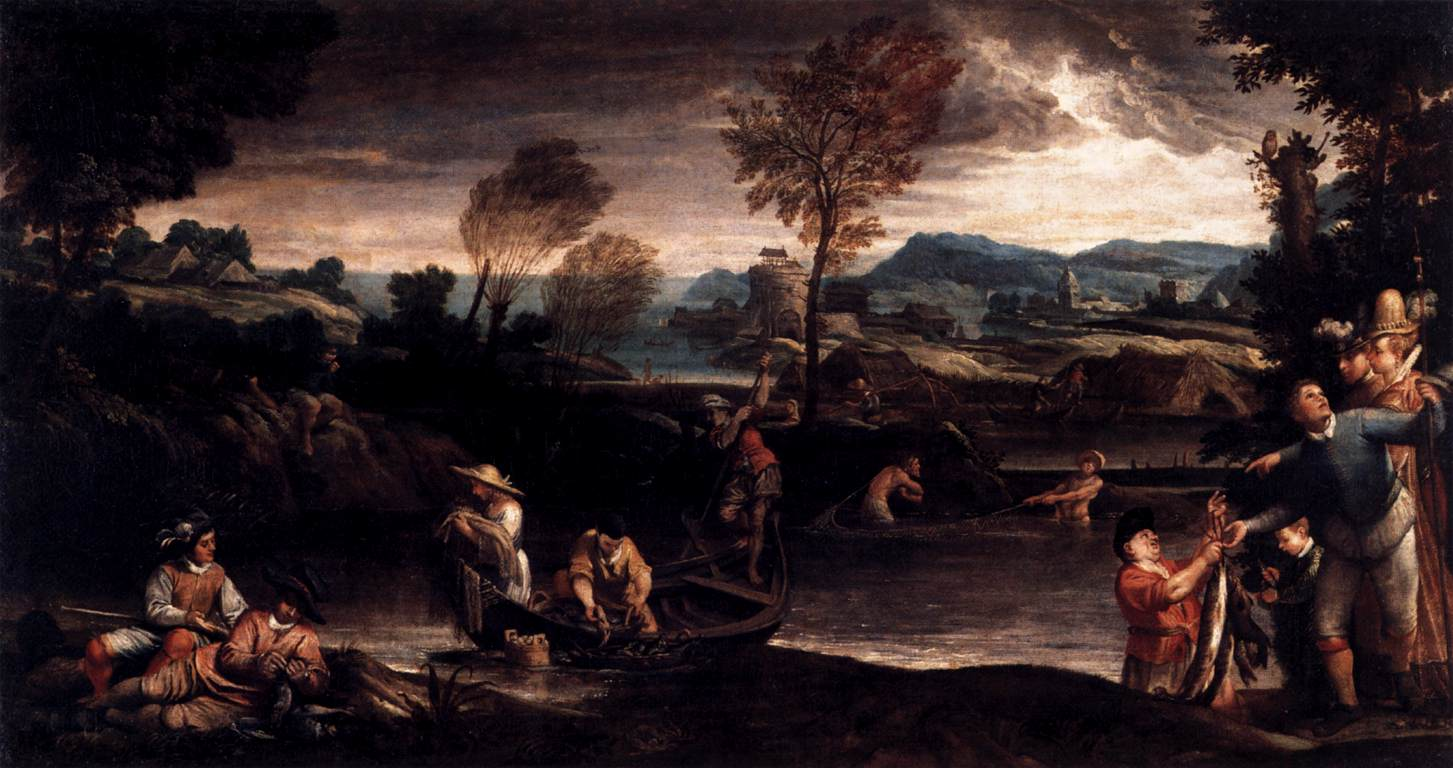
アンニーバレ・カラッチ『釣り』 (1595年以前)、1.36 x 2.53メートル

この絵画は対作品の『釣り』とともに、アンニーバレがファルネーゼ宮殿の装飾をするため1595年にローマに赴く以前のボローニャ時代に制作された。この時期、彼は風景画に非常な興味を抱いており、彼の実験的模索はプッサンの古典的構図を先駆したものとなっている。しかし、これらの作品において、アンニーバレは、ヨーロッパ中で称賛された風景画を制作していたヴェネツィア派のバッサーノ一家の工房の伝統にならい、別の方向性で制作した。すなわち、アンニーバレの関心は田舎の風景にあったのである。口実としてのいかなる宗教的主題もなしに、彼は森と川が真の主題の、狩猟と釣りを取り上げた2点の純粋な風景画を描いた。そのため、画家は貴族階級と一般の人々の生き生きとした生活を表す自然を描くことができた。構図は、視覚的に分割される部分から成り立っている。
本作では、大地を象徴する暖色系の色調に彩られた、躍動感の漲る狩猟場面が展開している。しかし、狩猟場面は遠方に見られるだけで、前景の農民、下僕、見物人の身振りや、彼らの姿勢の素朴さが重視され、獲物を嗅ぎまわる猟犬や馬の表情までが生き生きと描き出されている。
アンニーバレは、「狩猟者のための軽食が用意されている風景」を構成したといえる。自然描写は野心的で、前景、樹木、岸壁、遠景などすべての「自然の装飾物」は完璧なまでに詳細である。また、ゆるやかに起伏する大地の上に戯れる光と影が、まるで印象派を思わせるような自在なタッチで見事に捉えられており、ヴェネツィア派の強い影響を物語っている。
ファルネーゼ宮殿の装飾画と並び、これら2点の絵画はカラッチの傑作に数えられ、ずっと芸術家たちにより賞賛されてきた。『狩猟』は、エドゥアール・マネ、アンリ・マティス、エドヴァルド・ムンク、ジョルジュ・ルオーに模写された。